# Bucyrus International
Bucyrus International, Inc. es un fabricante de equipos y máquinas pesadas  para la industria mundial de la minería de superficie. En 1995 ocupó el quinto lugar entre los fabricantes de maquinaria minera estadounidense de las ventas totales. Los principales productos de Bucyrus son palas mineras eléctricas para cargar minerales, cobre, carbón, y las operaciones mineras de hierro; dragas caminar para retirar escombros de las vetas de carbón en operaciones en la superficie del carbón, la minería de fosfato y bauxita, y proyectos de recuperación de tierras; y simulacros de barrenos rotativas para grandes agujeros de perforación en yacimientos minerales o rocas para la colocación de los explosivos para aflojar los minerales en las minas. Además de suministrar a sus clientes tradicionales en el carbón de Estados Unidos, c asus clientes abre, mineral de hierro y fosfato industria de la minería de superficie, Bucyrus deriva cerca de dos tercios de sus envíos de pedidos extranjeros para proyectos mineros en el Lejano Oriente, América del Sur, Australia y Europa a mediados de la década de 1990.

## Historia

### 1880-1921
El nacimiento de la industria de la máquina excavadora en los Estados Unidos estaba directamente vinculada a la construcción de la infraestructura impulsada por los límites geográficos de rápido crecimiento de la nación durante el siglo XIX. Ríos de dragado, puertos y canales y líneas de ferrocarril por la que se requieren equipos de excavación fiable y eficiente, y durante la década de 1880 un novato estadounidense excavación industria de maquinaria subió para satisfacer la necesidad. En 1880, un magnante llamado Daniel P. Eells vio la oportunidad de crear una nueva línea lateral negocio rentable para los muchos ferrocarriles a la que había asociaciones empresariales. Con la compra de los ociosos Bucyrus Machine Company de Bucyrus, Ohio, Eells y sus socios fundaron la Fundición y Manufacturing Company Bucyrus, que rápidamente comenzó a producir automóviles de mano, ruedas de tracción de la locomotora, ruedas de coche y ejes y componentes relacionados para la industria del ferrocarril en expansión.
Los negocios de Eells dieron un giro decisivo a la hora tanto en el Pacífico Norte y Ohio central Ferrocarriles colocan pedidos de palas de vapor para sus operaciones de construcción del ferrocarril en 1882. Mediante el despliegue de una fuerza de ventas y publicidad en revistas comerciales, para 1898 la producción anual de Bucyrus se había elevado a 24 palas, y su número 10 pala estaba siendo aclamado por un periódico de la industria como "el más grande y más potente pala de vapor jamás construido en este país." Dentro de un año, palas de vapor representaron el 80 por ciento de los negocios de Bucyrus y Eells y asociados decidieron transferir activos de la empresa a una nueva entidad, Bucyrus Pala de vapor y la rastra Co. Debido a que la demanda de sus palas y dragas estándar era impredecible, sin embargo, Bucyrus comenzó cada vez más el desarrollo de una reputación como diseñador / fabricante de equipos de excavación especializado para proyectos de minería y obras públicas.
En 1891, buscando atraer empresas para el sureste de Wisconsin, el condado de South Milwaukee ofreció Bucyrus una oferta que no podía rechazar: un complejo industrial de 15 acres y 50 000 $ para la construcción de una nueva fábrica. Bucyrus firmado el, pero a pesar de las nuevas instalaciones ampliadas, para 1895 una depresión nacional y propios problemas de Bucyrus con su nueva fuerza de trabajo Milwaukee había empujado al borde de la quiebra. El hijo de EELL Howard fue nombrado el receptor en una reorganización tribunal dispuso que ofreció a los acreedores de Bucyrus un negocio viable en curso en la forma de una nueva corporación que asumió los activos de la empresa en crisis. Al darse cuenta de que la expansión de la producción era la única manera de hacer Bucyrus solvente, Bucyrus aumentó la salida de su nuevo triple planta entre 1897 y 1901. innovaciones de producción, tales como una nueva fundición de acero, el uso de aceros de aleación especial, y la adopción de la nueva de calor técnicas -treating comenzaron a mejorar la reputación de Bucyrus como fabricante de equipos de excavación de acero de alta calidad. Importantes avances tecnológicos permitieron Bucyrus introducir innovaciones como la primera de 180 grados pala mecánica giratoria; la primera pala de vuelta de acción, lo que podría cavar por debajo de su propio nivel y hacia la cabina; y, en 1910-1911, las primeras máquinas de la red de arrastre de Bucyrus, los de primera al estilo banda de rodamiento del tanque Bucyrus "orugas" palas y dragas, y las primeras máquinas de Bucyrus propulsados por un motor de gasolina de combustión interna. En los primeros años de la nueva década pesados palas del ferrocarril fueron un 62 por ciento de la producción de Bucyrus, dragas 29 por ciento, y las grúas de demolición del ferrocarril y martinetes nueve por ciento.
En 1904 una agencia federal de reciente creación llamada la Comisión del Canal del Istmo ordenó una de 70 toneladas y dos palas Bucyrus 95 toneladas para los trabajos de excavación castigo que eventualmente produciría el histórico Canal de Panamá. Más pedidos siguieron, y entre 1904 y 1907 las palas Bucyrus entregados a la empresa de gran envergadura se Contabilización de un tercio de todas las grandes palas vendidos por la empresa. Casi toda la tierra y la roca movido durante la fase pico del proyecto del Canal fue realizada por máquinas de Bucyrus. El proyecto del Canal de Panamá no solo dio a la empresa oportunidades de relaciones públicas de valor incalculable, incluyendo una famosa foto con el presidente Theodore Roosevelt encaramado en una máquina de Bucyrus, también dieron la experiencia inestimable compañía en la fabricación de la producción en masa, lo que le permite competir con Marion Pala de vapor de dominio en la fabricación de palas pesadas. Para el período 1905 a 1907 solamente, los beneficios empresariales de Bucyrus ascendieron a medio millón de dólares, y en 1911 su valor neto habían saltado a 2,3 millones $.
La gestión Bucyrus capitalizó rápidamente en su éxito del Canal de Panamá. En 1910, entró en el pequeño mercado que gira pala mecánica mediante la compra de Vulcan Pala de vapor, adquirió una nueva planta de fabricación en Evansville, Indiana, y acordó comprar el equipo de Co Atlántico En 1911 la fusión de Bucyrus, Vulcano, y el Atlántico produjo una nueva corporación, Bucyrus Company. En el mismo año WW Coleman reemplazado Howard Eells como presidente de la compañía y lideró Bucyrus a través de su breve encarnación como un fabricante de municiones en la Primera Guerra Mundial En 1915, en una empresa conjunta con otras tres compañías nombradas Mississippi Valley Products Co., Bucyrus comenzó a trabajar en su primer fin de que los espacios en blanco de concha de alto explosivo para el gobierno británico. La guerra también precipitó un auge en la construcción de Estados Unidos no militar y el trabajo minero, que ha mejorado las ventas de los productos comerciales de Bucyrus. Bucyrus creó el Wisconsin Gun Company con otras tres empresas de Milwaukee para producir mecanismos de cañón de artillería y de nalgas para satisfacer esta demanda sin interrumpir su floreciente producción no militar. Al final de la guerra, las ventas anuales de Bucyrus habían llegado a 6 600 000, $ y en 1922 Bucyrus habían superado definitivamente Marion para convertirse en el proveedor dominante de la minería a gran equipo de extracción y medianas cantera y minas máquinas excavadoras.

### Dominación por la Diversidad
A pesar de las ventas de los boyos y un mercado interno y en el extranjero cada vez mayor, las ventas de pequeñas palas giratorias de Bucyrus rezagados en toda la década de 1920. Pero así como la compra de Bucyrus de Vulcano había permitido entrar en este nuevo mercado lucrativo en 1910, su decisión en 1929 para adquirir el Erie Vapor Pala Co., el mayor productor estadounidense de pequeñas máquinas de excavación, catapultó a la cima de la pequeña industria de la pala.
Si bien la gestión de la nueva Bucyrus-Erie Empresa estaba reconciliando estructuras corporativas de ambas empresas y la racionalización de sus líneas de productos se superponen, se expandió de nuevo, añadiendo una filial de fabricación británica en 1930 con la compra de Ruston y Hornsby, Ltd., el líder británico fabricante de maquinaria de excavación, y en 1931 la compra de una participación de control en Monighan Fabricación de Chicago, un productor de caminar máquinas red de arrastre. Para sobrevivir a la depresión, la gestión de recortar su fuerza de trabajo, cerró la planta de Evansville, aflojó acuerdos de crédito con los clientes, y reducir al mínimo el desarrollo de productos y la mejora de plantas. A pesar de la devastación de la Depresión, el sistema financiero hermético nave de Bucyrus, los activos acumulados a través de tres décadas de éxito, y holdover volver órdenes del día pre-Depresión le permitieron sobrevivir a las primeras dificultades de la década de 1930. En 1932 Coleman anunció que Bucyrus estaba decidido a "perseguir a todos los posibles negocios con el coraje y la convicción de que tiempos mejores están por delante." Debido a sus medidas de austeridad, Bucyrus fue capaz de completar la adquisición del taladro de la empresa Armstrong de Iowa (un fabricante de ejercicios de tipo churn) en 1933, y las exportaciones saludables combinados con un contrato de 1935 para suministrar productor tractor industrial International Harvester con piezas de tractor Bucyrus habilitado para publicar 1937 ganancias de 2,1 millones $.
Bucyrus limitó intencionalmente su participación en la producción de municiones durante la Segunda Guerra Mundial. Al igual que en la Primera Guerra Mundial, el conflicto estimuló las ventas nacionales y de carácter militar de sus productos comerciales, y excavadoras Bucyrus fueron adquiridos en un aumento dramáticamente los números para la minería de carbón y minerales interno, la exportación a los aliados de guerra de Estados Unidos, y uso por las fuerzas armadas estadounidenses. Entre 1940 y 1944, los envíos de excavadoras Bucyrus ascendieron a más de 44 millones $, y en 1945 tres mil palas, dragas, y las grúas se habían vendido directamente a los militares o aliados de Estados Unidos. Sin embargo, la producción no gubernamental se mantuvo por encima del 40 por ciento, y solo armamentos trabajo de Bucyrus fue para cureñas y monturas.
A pesar de la condena de Coleman que el auge económico de la posguerra jugaría en dos años, en 1947, admitió que "la demanda de productos de Bucyrus-Erie [era] más allá de su capacidad de producir." Con el estallido de la Guerra de Corea, cualquier temor gestión Bucyrus tenía sobre la disminución de la demanda fueron abandonados, y se concentró en dos problemas que habían asolado en los años anteriores a la guerra: la creciente fuerza de los sindicatos y de la necesidad de ajustar sus líneas de productos y capacidad de la planta para satisfacer la demanda cambiante. Bucyrus inicialmente tomó una línea dura de pie con los sindicatos nacionales, pero las huelgas perjudiciales en la década de 1940 se suavizó la postura de la administración, y por la década de 1950 la empresa era más dispuestos a tolerar los representantes sindicales nacionales en las nuevas negociaciones del contrato de trabajo.
Entre 1945 y 1950, la demanda de máquinas excavadoras más pequeños había aumentado a 450 millones $, pero Bucyrus representado solo el 12 por ciento de la capacidad de fabricación de la industria de maquinaria de excavación en este segmento. Por lo tanto, Bucyrus emprendió un programa de ampliación de la planta que en 1951 había aumentado su capacidad en un 25 por ciento y luego siguió con la compra de la Corporación Nacional de Erie, una tienda de fundición de acero y la máquina a menos de una milla de la planta de Bucyrus Erie. Mediante la combinación y la ampliación de las dos instalaciones Erie Bucyrus aumentó su capacidad en un 50 por ciento. Bucyrus también amplió sus líneas de productos, el cambio de algunos de los diseños básicos que habían permanecido igual desde la década de 1930, y presentó a cada vez más grandes, las versiones más sofisticadas de los modelos estándar, capaces de manejar cargas más grandes y más grandes. En 1953 se suspendió la producción de equipos de dragado y primero comenzó a producir taladros agujero explosión rotativos, una nueva tecnología que podría seguir siendo una parte integral de su línea de productos en la década de 1990. Para 1955, Bucyrus había crecido hasta convertirse en un gigante de la industria que emplea a cinco mil personas y la generación de envíos de 72 millones $ al año.
La construcción del Canal de San Lorenzo y de la aprobación de la Ley Federal de Carreteras en la década de 1950 significó intensificaron la demanda de palas y excavadoras Bucyrus. Bucyrus dio a conocer una nueva planta en Richmond, Indiana, en 1955, y el número de mercados extranjeros que hacen pedidos había aumentado a 48. jubilación de WW Coleman en 1956 cayó justo antes de unos despidos recesión nacional producidos en las plantas de Bucyrus y primera pérdida neta de la compañía en más de un cuarto de siglo. Bucyrus cerró rápidamente la nueva planta de Richmond, redujo los inventarios, y se consolidó y simplificó las operaciones en el sur de Milwaukee, Erie, y Evansville.
Para 1963, Bucyrus había recuperado, y para la próxima década y media que experimentaría un crecimiento vertiginoso y ganancias récord. Bucyrus pronto reclamó filiales en Brasil, Japón y México; operaciones en seis continentes fabricación; nuevas plantas en Idaho, Pennsylvania, y Racine, Wisconsin; y una cartera tan congestionado que tuvo que rechazar una oferta por la NASA para hacer una oferta en la enorme oruga transporta para la misión lunar Apolo.
El crecimiento en la perforación de petróleo en el mar ofrecía Bucyrus un nuevo mercado valiosa en la fabricación de grúas marinas, y en 1969 Bucyrus dio a conocer su logro de la ingeniería de coronación, la pala de carbón 4250-W. Se dice que es el mayor vehículo terrestre móvil jamás construido, el "Big Muskie" fue impulsado por diez 1250 motores de potencia y su cubo de carga de 325 toneladas de material en una sola pasada. En 1971, Bucyrus había disparado más allá de la marca de los 185 millones $ en los envíos, y el inicio de la crisis energética en 1973 parecía augurar aún mayores ventas de equipos para la industria de la minería del carbón. En 1973 Bucyrus organizó la tercera mayor venta de equipos de Estados Unidos a la República Popular de China con un acuerdo de 19 millones $ para palas mineras y simulacros agujeros explosión.
La demanda fue superando rápidamente la capacidad de Bucyrus para cumplir los plazos, y en 1974 la administración decidió ampliar sus instalaciones de fabricación de 200 por ciento, al basarse en la subcontratación y fabricación extranjera. Con fábricas Bucyrus prácticamente en pie de guerra, su fuerza de trabajo se amplió en un 80 por ciento entre 1974 y 1975, y en los mismos dos años envíos período subió 35 por ciento a 353 millones $. El ritmo se mantuvo hasta 1979 Bucyrus había roto más allá de los 550 millones $ en envíos anuales. La capacidad de producción de Bucyrus se había duplicado, las ventas habían crecido siete veces, y las ganancias se había disparado 2500 por ciento desde 1962. Los años de auge de la década de 1970 parecían poner Bucyrus en terreno financiero sólido mientras se preparaba para celebrar su primer centenario.

### 1980-1996
Las celebraciones en torno al aniversario, sin embargo, enmascaran una marcada recepción de boletas en las ventas. Frente a un mercado maduro, Bucyrus comenzó la diversificación, la compra de engranaje occidental, una empresa aeroespacial de California, en 1982, y el cierre de sus plantas en Idaho y Pensilvania. Con ganancias todavía se hunde, Bucyrus formó un holding llamado Becor occidental en 1984 para evitar una adquisición hostil. Para 1987, sin embargo, los consultores de Becor informaron que "la rentabilidad no era probable que mejore hasta 1990, si luego" y que Engranaje occidental era un drenaje insoportable para las finanzas de la empresa. Gestión de Becor entonces tomó una decisión fatídica: decidieron vender occidental y, en concierto con sus banqueros de inversión, Goldman, Sachs & Co., ejecutar una compra apalancada (LBO) de Bucyrus, un movimiento que hizo la corporación una empresa privada y, por tanto, prometido gestión una mayor flexibilidad en la dirección de la empresa a la seguridad financiera. El LBO también prometió distribuciones altos en efectivo a los accionistas y ventajas fiscales derivadas del servicio de la deuda de los bonos de la LBO. Fue en la asunción de la deuda masiva - necesario para dar la gestión de los medios para comprar Bucyrus cabo - sin embargo, que el riesgo inherente de la LBO yacía.
Los accionistas aprobaron el plan, que se completó en febrero de 1988, con Becor divide en Bucyrus-Erie y un nuevo holding llamado BE Holdings. Dañado por Goldman, altas sumas de Sach, la deuda LBO casi inmediatamente comenzó a enterrar a Bucyrus. A finales de 1988, la deuda corporativa se había elevado a 100 millones $ de dólares y el capital había caído a 16 millones $. Dentro de un año, BE Holdings estaba pagando 21 millones $ al año solo para atender los intereses de su deuda. Peor aún, prometiendo nuevos pedidos solo empeoró las cosas. Proyecciones financieras del LBO se basaron en el supuesto de que Bucyrus perdería dinero en 1990 y 1991. Los beneficios no anticipados solamente significaba que Bucyrus tendría que pagar aún mayores niveles de intereses de la deuda. Bucyrus regresó al mercado financiero para recaudar más fondos con el fin de evitar el pago de mayores niveles de intereses de la deuda. En lugar de arar el dinero en muy necesario capital de trabajo, sin embargo, el nuevo flujo de dinero en efectivo se aplicó al pago de la deuda, y Bucyrus fue atrapado en un círculo vicioso de la adquisición de nueva deuda para pagar edad.
Después de acaloradas negociaciones con sus acreedores, en 1993 Bucyrus propuso un plan de reestructuración en el que se iba a presentar una bancarrota del capítulo 11, pero los arreglos con sus acreedores antes para comerciar con ellos un 87 por ciento de cuota combinada de Bucyrus social a cambio de perdonar a 135 millones $ en deuda. Todos los acreedores de Bucyrus acordaron esta supuesta quiebra preenvasados salvo Jackson National Bank, que afirmó en una demanda que declaraciones falsas sobre la verdadera salud financiera de Bucyrus fraudulenta habían seducido en préstamos Bucyrus 60 millones $. Traje de Jackson amenazó con torpedear única esperanza de salir de la bancarrota intacta de Bucyrus, y mientras se dirigía hacia la corte federal de sus pérdidas continuó aumentando. En febrero de 1994, Bucyrus presentó oficialmente en bancarrota, con una ventana de diez meses para asegurar el juicio ante las nuevas leyes fiscales entraron en vigor lo que obligó a más, probablemente niveles mortales de la deuda. Después de diez meses de deliberación del tribunal federal anunció que Bucyrus había sido galardonado con la quiebra de la deuda por capital que buscaba y podría mantener el control de su propio destino. La peor crisis de su historia había terminado.
Irónicamente, Bucyrus se mantuvo no solo viable, sino un jugador importante en el negocio de la maquinaria de excavación mundo antes de su caída hacia la bancarrota comenzó a parecer inevitable. La apertura del mercado de maquinaria para la minería sudafricana prometió mayores fuentes de nuevas ventas, y, más importante, un contrato de 1988 para proporcionar máquinas de minería de China ha sido seguida por una orden de China aún mayor en 1993. Y China celebró el potencial de convertirse en el mayor cliente de la industria de la máquina de la minería en el mundo. Si se agota el mercado estadounidense de nueva maquinaria para la minería, un gran mercado internacional sin explotar parecía capaz de compensar la pérdida, y entre 1994 y 1995, las ventas netas de Bucyrus aumentó casi un 20 % a 232 millones $.
En julio de 1995, tres altos ejecutivos de Bucyrus silencio resignado, y un grupo de consultoría de gestión guiaron la empresa durante la búsqueda de un nuevo CEO. En marzo de 1996, WR Hildebrand se convirtió en presidente y CEO. Anunció el objetivo de hacer un Bucyrus, la empresa de los empleados-empoderado orientada al cliente con un sistema de contabilidad modernizada y un nuevo sistema de datos informatizada. Con exportaciones que representan casi el 70 por ciento de todos los envíos y nuevos mercados extranjeros ofrecen Bucyrus la oportunidad de crecer en sí de nuevo a salud en mayo de 1996, los accionistas aprobaron oficialmente el renacimiento de Bucyrus-Erie como Bucyrus International.